# Hydnangiaceae
Hydnangiaceae là một họ nấm trong bộ Agaricales. Họ nấm này bao gồm 4 chi, tương ứng với khoảng 30 loài. Các loài Hydnangiaceae phát triển nhờ mối quan hệ nấm rễ ngoại cộng sinh (ectomycorrhiza) trong các cánh rừng rụng lá và rừng thông.

## Phân bố
Họ nấm này trải rộng ở các vùng ôn đới và nhiệt đới trên toàn thế giới.

## Danh sách chi
- Hydnangium[4]
- Laccaria
- Maccagnia, chi này chỉ bao gồm một loài duy nhất tìm thấy ở Ý.[5]
- Podohydnangium[6]